# Sir Tomás Moro y su familia

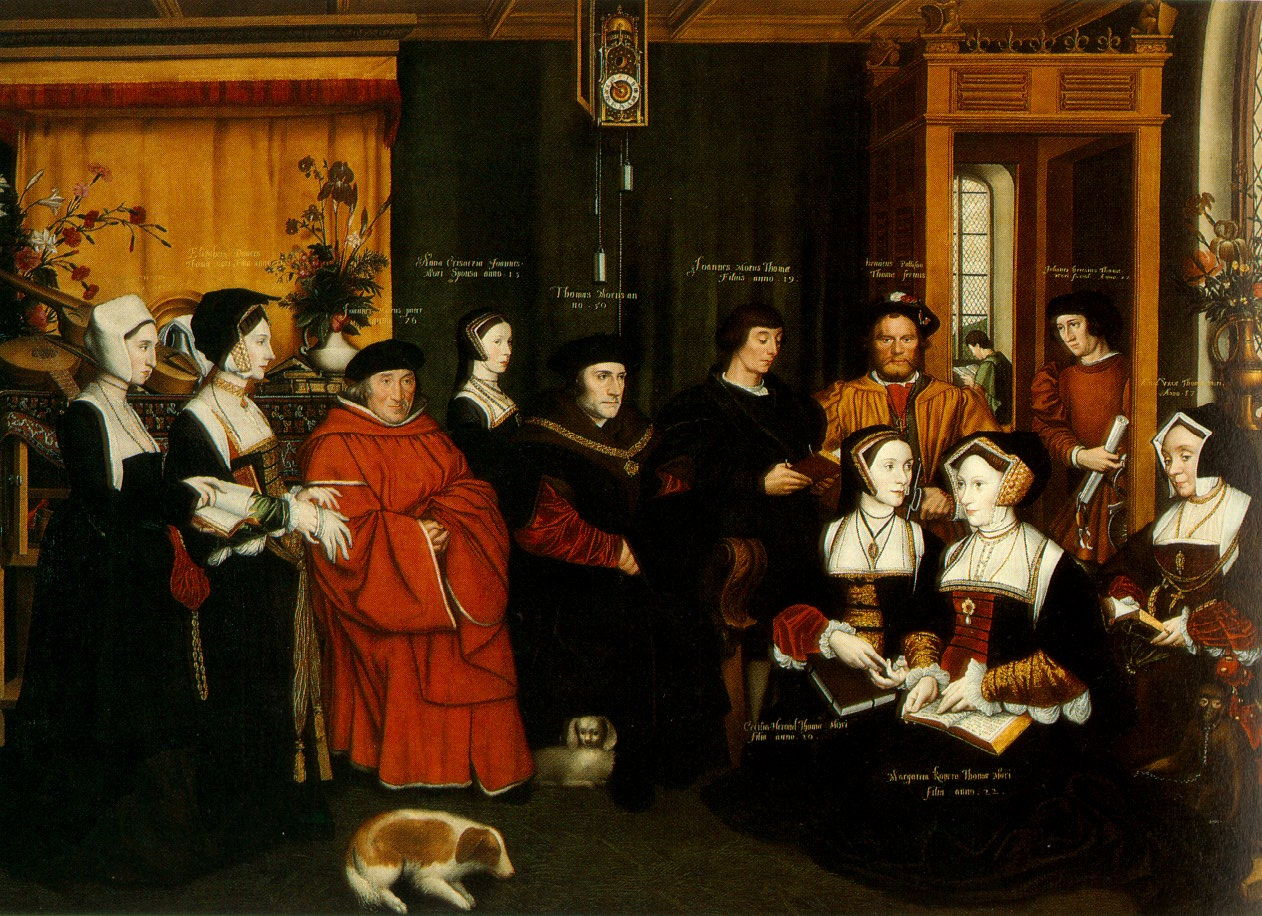
Rowland Lockey según Hans Holbein el Joven, Sir Tomás Moro y su familia (versión de Nostell Priory, 1592).

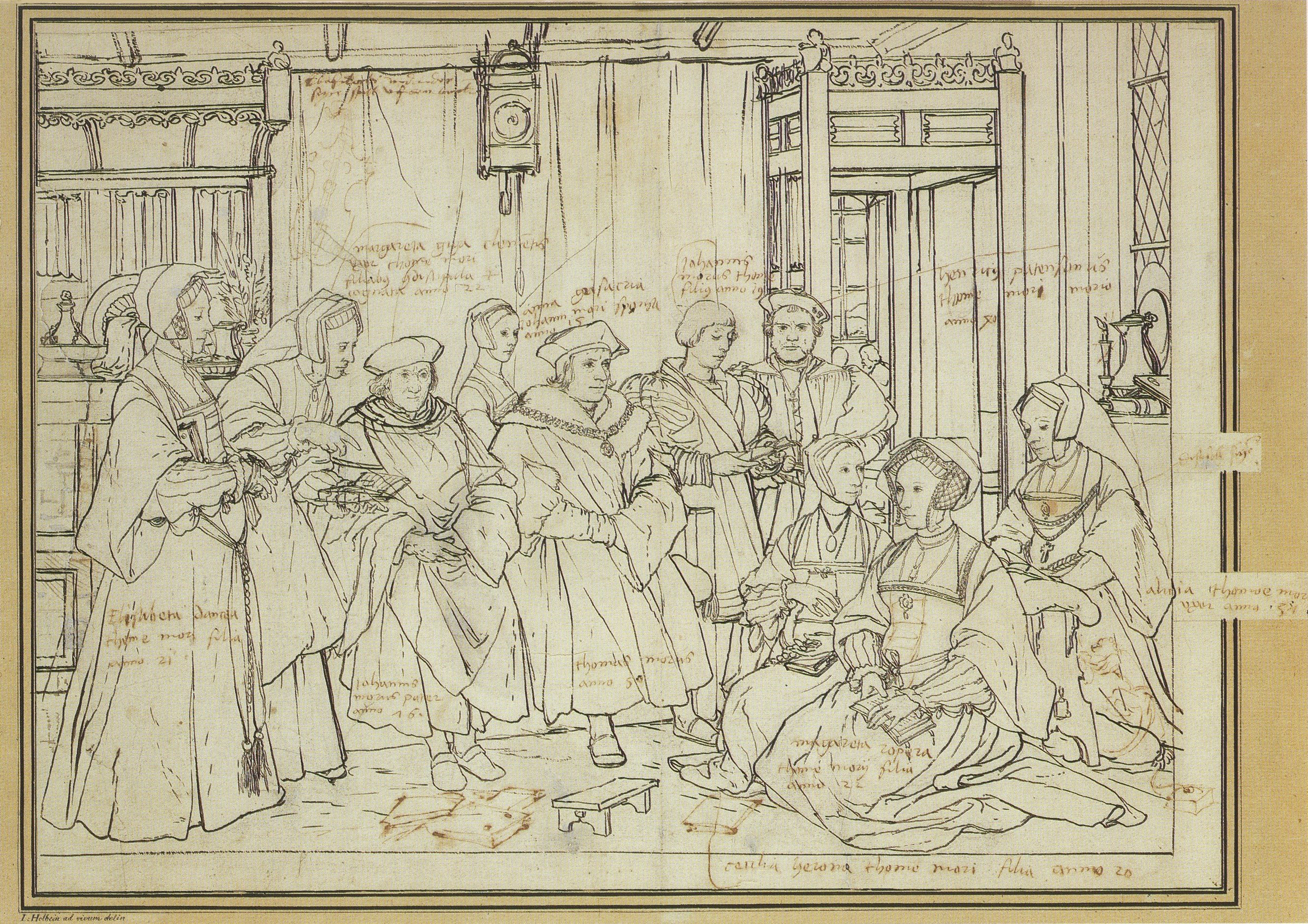
Estudio para el retrato de la familia de Tomás Moro, c. 1527, de Hans Holbein el Joven (Kunstmuseum de Basilea).

Sir Tomás Moro y su familia es una pintura perdida de Hans Holbein el Joven, pintada alrededor de 1527 y conocida por varias copias supervivientes.
El original fue destruido en 1752 en un incendio en el Schloss Kremsier (castillo de Kroměříž), la residencia morava de Carl von Liechtenstein, arzobispo de Olmutz.  
En el Kunstmuseum de Basilea se conserva un estudio de Holbein para la pintura (número de inventario 1662.31). La obra también se conserva en varias versiones del siglo XVI de Rowland Lockey, incluidas las que se encuentran en Nostell Priory y la National Portrait Gallery (anteriormente parte de los cuadros de Lenthall).
Strong lo llama "posiblemente la obra más grande e innovadora de su período inglés" y "el primer retrato de conversación en la pintura inglesa, al menos un siglo adelantado a su tiempo" y afirma que "su destrucción significa que perdimos el mayor artefacto visual individual" para personificar los objetivos e ideales del Renacimiento inicial en Inglaterra". 

## Versión de la National Portrait Gallery
Sir Tomás Moro y su familia en la Galería Nacional de Retratos es una pintura que alguna vez formó parte de los cuadros de Lenthall. 

### Descripción
Es una de las dos copias a tamaño casi natural realizadas por Rowland Lockey  del original de Holbein que se perdió en un incendio en el siglo XVIII.  Está fechado en 1593; Holbein murió en 1543.  Es un óleo sobre lienzo y mide 2,27 por 3,00 m. Probablemente fue encargado por el nieto de Moro, Tomás Moro II, para conmemorar cinco generaciones de la familia. La Galería Nacional de Retratos enumera  a los retratados como:
- Isabel Dauncey (de soltera, Moro; (1506-1564), segunda hija de Sir Tomás Moro.
- Cecilia Heron (de soltera, Moro; nacida en 1507–?), hija menor de Sir Tomás Moro.
- Ana Moro (de soltera, Cresacre; 1511-1577), esposa de Juan Moro, hijo de Sir Tomás Moro.
- Cresacre Moro (1572-1649), bisnieto y biógrafo de Sir Thomas Moro.
- Sir Juan Moro (hacia 1451-1530), con túnica roja en su cargo de juez del tribunal del rey; padre de Sir Tomás Moro.
- Juan Moro (1510-1547), hijo de Sir Tomás Moro.
- Juan Moro (1557-1599?), hijo mayor de Tomás Moro II.
- María Moro (de soltera, Scrope) (1534-1607), esposa de Tomás Moro II.
- Sir Tomás Moro (1478-1535) con su cadena Tudor de eses oficial. Es similar al famoso retrato de Holbein ahora en la Colección Frick. [8]
- Tomás Moro II (1531-1606), nieto de Sir Tomás Moro.
- Margaret Roper (1505-1544), hija de Sir Tomás Moro.

La copia de la colección Lenthall ha sido descrita como "la versión más lograda que existe". 
El dibujo conservado de Holbein confirma la exactitud general de la imagen, aparte el añadido de los descendientes a la derecha (que contrastan con sus ropas de moda posterior, negras y con gorgueras).
La escena confronta a los serios y vestidos con largas túnicas Moro y su padre, con la desordenada y animada familia que los rodea en varias poses recatadas pero relativamente informales: mujeres, mascotas, libros e instrumentos musicales en el aparador a la izquierda. 

### Procedencia
La pintura había estado en Gubbins en Hertfordshire. En algún momento pasó a manos de la familia Lenthall, pero no se sabe cómo, aunque es posible que haya sido tomada prestada de la familia Moro y nunca devuelta. En el siglo XVII, John Aubrey la vio en la casa de Sir John Lenthall en Besselsleigh,  pero en 1727 estaba en Burford Priory.  Fue discutida en detalle por John Loveday, quien la vio en 1736. La pintura no se vendió en una pequeña venta de cuadros de Lenthall en 1808, pero se volvió a ofrecer y se vendió en una venta importante en 1833. Posteriormente fue propiedad de Walter Strickland, C. W. Dormer, Sir Hugh Lane, Viscount Lee y E. J. Horniman, cuya viuda lo legó a la Galería Nacional de Retratos, donde permanece.  Fue la pieza central de la exposición El buen sirviente del rey, en la Galería Nacional de Retratos en 1977. 

## Versión de Nostell Priory
La versión de Nostell Priory se describe como "la única representación fiel y del mismo tamaño del original perdido" y tiene la inscripción "Rolandus Lockey/fecit ad" con fecha de 1592.  Incluye al secretario de Moro asomándose en la puerta abierta detrás a la derecha, y junto a la señora Moro un mono mascota. 
No está claro quién fue el artista, quién lo encargó ni quién fue el propietario original. En 1982 se llevó a cabo una prueba de datación por radiocarbono que concluyó que la tabla databa a más tardar de 1520. Por esta razón, es muy probable que sea anterior a la versión en la National Portrait Gallery de Roland Lockey de 1593. Lockey era conocido como un excelente copista, pero los rostros de sus modelos carecen de detalles sutiles de los personajes.
Los de la versión Nostell, que incluye a todos los modelos, se parecen mucho a las cabezas del estudio original de Holbein que ahora se conserva en el Castillo de Windsor. Los estudios de cabezas de Holbein fueron adquiridos por Lord Arundel cuando limpió el taller de Holbein en 1546. Fue la familia de Lord Arundel quien más tarde vendió el Holbein original perdido en 1654, pero no está claro cómo lo obtuvieron.
El conocedor de arte de la época, Van Mander, registra que un retrato de tamaño natural realizado por Holbein de Tomás Moro y su familia era propiedad de Andries de Loo, un ávido coleccionista de Holbein. También registra que un miembro de la familia Moro, tras la muerte de De Loos, compró este mismo retrato [1590]. Esta historia también es confirmada por el historiador de arte George Virtue, registrada en 1731, refiriéndose al retrato ahora identificado como la versión Nostell. 
Esto tiene sentido si en realidad hubo dos versiones hechas por Holbein. El libro sobre el hombro derecho del juez Juan Moro es Consolación de la Filosofía de Boecio, en el que la historia es paralela al arresto y ejecución de Tomás Moro, lo que sugiere que la versión de Nostell refleja la ejecución de Moro en 1535. Podría ser simplemente que Thomas Cromwell le pidió a Holbein que hiciera una pieza de propaganda para acompañar la Gran Biblia de 1538, Tomás Moro representaba el antiguo orden y Cromwell el nuevo. 

## Otras versiones
Una versión en miniatura de gabinete de este retrato c. 1594 con diferentes detalles, probablemente también de Lockey, se encuentra en el Victoria and Albert Museum.  
Dos copias más del Holbein, en el antiguo Ayuntamiento de Chelsea (anteriormente uno de Petre Pictures) y en la Casa Hendred, East Hendred, pueden ser de Lockey, pero están demasiado dañadas y demasiado repintadas para que sea posible tener certeza. 
Holbein o Moro enviaron un pequeño dibujo preparatorio a Erasmo de Róterdam, que se conserva. 

## Influencias culturales
La pintura se describe en En la corte del lobo, una novela histórica de Hilary Mantel sobre el ascenso al poder de Thomas Cromwell que ganó el Premio Man Booker 2009: 

La favorita, Meg, está sentada a los pies de su padre con un libro en las rodillas. Alrededor del Lord Canciller se encuentran su hijo John; su pupila Anne Cresacre, que es la esposa de John; Margaret Giggs, quien también es su pupila; su anciano padre, Sir John More; sus hijas Cicely y Elizabeth; Pattinson, con ojos saltones; y su esposa, Alice, con la cabeza gacha y portando un crucifijo, en el borde de la pintura. El maestro Holbein los ha agrupado bajo su mirada, los ha archivado para siempre: mientras ninguna polilla los consuma, ninguna llama, ni moho ni plaga.